# Première dame ou Premier gentilhomme de Namibie
La Première dame ou Premier gentilhomme de Namibie (en anglais : First lady or First gentleman of Namibia) est le titre officieux donné à l'épouse ou l'époux du président de la république de Namibie.

## Liste des Premières dames et Premiers gentilhommes
| N° | Portrait                | Nom (Naissance-Mort)                      | Mariage | Président(e)           | Début          | Fin            | Durée en année |
| -- | ----------------------- | ----------------------------------------- | ------- | ---------------------- | -------------- | -------------- | -------------- |
| 1  | Kovambo Nujoma          | Kovambo Nujoma (en) (née en 1933)         | 1956    | Sam Nujoma             | 21 mars 1990   | 21 mars 2005   | 15 ans         |
| 2  | Penehupifo Pohamba      | Penehupifo Pohamba (née en 1948)          | 1983    | Hifikepunye Pohamba    | 21 mars 2005   | 21 mars 2015   | 10 ans         |
| 3  | Monica Geingos          | Monica Geingos (née en 1976)              | 2015    | Hage Geingob           | 21 mars 2015   | 4 février 2024 | 8 ans          |
| 4  | Sustertjie Mbumba       | Sustjie Mbumba (en) (née en 1953)         | 1980    | Nangolo Mbumba         | 4 février 2024 | 21 mars 2025   | 1 an           |
| 5  | Epaphras Denga Ndaitwah | Epaphras Denga Ndaitwah (en) (né en 1952) |         | Netumbo Nandi-Ndaitwah | 21 mars 2025   | en cours       | 0 an           |